# 오카야마현 제1구
오카야마현 제1구(岡山県 第1区)는 일본의 중의원 선거구이다. 1994년 공직선거법으로 신설되었다.

## 지역
- 오카야마시
  - 기타구 (오카야마시) 일부
  - 미나미구 (오카야마시) 일부
- 가가군

## 역대 중의원 의원
- 아이사와 이치로 (소속정당: 자유민주당 임기: 1996년 ~ 현재)